# 静岡県道405号足高三枚橋線
静岡県道405号足高三枚橋線（しずおかけんどう405ごう あしたかさんまいばしせん）は、静岡県沼津市、および静岡県駿東郡長泉町にある道路（県道）である。

## 概要

### 路線データ

#### 本線
- 起点：沼津市足高
- 終点：沼津市三枚橋（杉崎町交差点）[1]
- 総延長：5.9km[1]
- 主な交差点：
  - 杉崎町交差点：国道414号との交点。
  - 共栄町交差点：国道1号沼津バイパス交点。
  - 宮下交差点(地名表示なし、通称から)：静岡県道22号三島富士線交点。沼津市の地図などは、宮下交差点までが県道405号となっているが、ここはかつての静岡県道350号足高岡の宮線(現在は欠番)の終点である。

#### 支線(元長窪区間)
- 起点：沼津市足高
- 終点：駿東郡長泉町元長窪
- 総延長：0.8km[1]

2010年に、新東名高速道路 長泉沼津ICへのアクセス道路として、静岡県道87号大岡元長窪線と一体で整備された。

## 通過する自治体
- 静岡県
  - 沼津市（本線・支線）
  - 長泉町（支線）

## 別名
- 学園通り（杉崎町交差点 - 共栄町交差点区間）

## 接続路線
- 東名高速道路 沼津IC - 当初は東名高速道路への流入のみが直接接続だったが、2008年（平成20年）8月26日正午に直結する新しい道路が開通した[3]。
- 東駿河湾環状道路 沼津岡宮IC
- 国道1号 沼津バイパス
- 国道414号
- 静岡県道22号三島富士線
- 静岡県道83号沼津インター線
- 静岡県道87号大岡元長窪線（支線で接続）

## 沿線
沿線や周辺は学校が多い。
- 沼津学園飛龍高等学校
- 沼津市立沼津高等学校・中等部
- 沼津市立金岡中学校
- 加藤学園暁秀中学校・高等学校

※県道から少し離れるが、以下の学校も至近距離である。
- 沼津中央高等学校・・杉崎町交差点南側（県道から直線で南下した国道414号沿い）にある。
- 加藤学園高等学校・加藤学園暁秀初等学校・・県道より少し離れるが、徒歩数分で着く。
- 静岡県立沼津東高等学校・・敷地は当県道沿いにあるが、正門は県道と交差する市道を50m程度東へ入った位置である。

## 参照・出典
1. 1 2 3  “道路交通情勢調査(道路交通センサス）p.40” (PDF).   静岡県. 2013年12月27日閲覧。
2. ↑  “2月1日正午（12時）に、県道足高三枚橋線（沼津工業団地組合前）と東名高速道路北側の側道間が繋がります。”.   静岡県 沼津土木事務所. 2013年12月27日閲覧。
3. ↑  東名沼津インターチェンジ接続道路が新たに開通します -平成20年8月26日正午から-　NEXCO中日本 2008年8月22日